# Richemont (Mosela)
Richemont é uma comuna francesa na região administrativa de Grande Leste, no departamento de Moselle. Estende-se por uma área de 8,48 km², com 1 879 habitantes, segundo os censos de 1999, com uma densidade de 221,58 hab/km².